# Gjorgji Čekovski
Gjorgji Čekovski (in macedone Ѓорѓи Чековски?; Skopje, 11 dicembre 1979) è un ex cestista macedone.

## Carriera
Con la Macedonia ha disputato due edizioni dei Campionati europei (2011, 2013).

## Palmarès
- Campionato macedone: 1

Rabotnički Skopje: 2017-18
- Coppa di Bulgaria: 2

Academic Sofia: 2006, 2007
- Coppa di Macedonia: 5

Rabotnički Skopje: 1998, 2003, 2015
MZT Skopje: 2012, 2013
- Lega Balcanica: 1

Levski Sofia: 2009-10